# Поток Мусулински
Поток Мусулински је насељено мјесто града Огулина, у Карловачкој жупанији, Република Хрватска.

## Географија
Поток Мусулински се налази око 13 км југозападно од Огулина.

## Становништво
Према попису становништва из 2011. године, насеље Поток Мусулински је имало 91 становника. Ту је рођен српски богослов, пјесник и учитељ, Никола Мусулин.
| Националност       | 1991. | 1981. | 1971. | 1961. |
| Срби               | 135   | 137   | 208   | 244   |
| Југословени        | 3     | 37    | 1     | 3     |
| Хрвати             | 1     |       | 1     | 4     |
| остали и непознато | 6     |       | 7     |       |
| Укупно             | 145   | 174   | 217   | 251   |

| Демографија | Демографија | Демографија |
| Година      | Становника  | Становника  |
| ----------- | ----------- | ----------- |
| 1961.       | 251         |             |
| 1971.       | 217         |             |
| 1981.       | 174         |             |
| 1991.       | 145         |             |
| 2001.       | 126         |             |
| 2011.       |             | 91          |